# Seznam olympijských medailistů v šermu mužů – kord

## Kord – jednotlivci
| Rok      | Zlato                                     | Stříbro                               | Bronz                                        |
| -------- | ----------------------------------------- | ------------------------------------- | -------------------------------------------- |
| LOH 1900 | Ramón Fonst · Kuba (CUB)                  | Louis Perrée · Francie (FRA)          | Léon Sée · Francie (FRA)                     |
| LOH 1904 | Ramón Fonst · Kuba (CUB)                  | Charles Tatham · Kuba (CUB)           | Albertson Van Zo Post · Kuba (CUB)           |
| LOH 1908 | Gaston Alibert · Francie (FRA)            | Alexandre Lippmann · Francie (FRA)    | Eugene Olivier · Francie (FRA)               |
| LOH 1912 | Paul Anspach · Belgie (BEL)               | Ivan Osiier · Dánsko (DEN)            | Philippe le Hardy · Belgie (BEL)             |
| LOH 1920 | Armand Massard · Francie (FRA)            | Alexandre Lippmann · Francie (FRA)    | Gustave Buchard · Francie (FRA)              |
| LOH 1924 | Charles Delporte · Belgie (BEL)           | Roger Ducret · Francie (FRA)          | Nils Hellsten · Švédsko (SWE)                |
| LOH 1928 | Lucien Gaudin · Francie (FRA)             | Georges Buchard · Francie (FRA)       | George Calnan · Spojené státy americké (USA) |
| LOH 1932 | Giancarlo Cornaggia-Medici · Itálie (ITA) | Georges Buchard · Francie (FRA)       | Carlo Agostoni · Itálie (ITA)                |
| LOH 1936 | Franco Riccardi · Itálie (ITA)            | Saverio Ragno · Itálie (ITA)          | Giancarlo Cornaggia-Medici · Itálie (ITA)    |
| LOH 1948 | Luigi Cantone · Itálie (ITA)              | Oswald Zappelli · Švýcarsko (SUI)     | Edoardo Mangiarotti · Itálie (ITA)           |
| LOH 1952 | Edoardo Mangiarotti · Itálie (ITA)        | Dario Mangiarotti · Itálie (ITA)      | Oswald Zappelli · Švýcarsko (SUI)            |
| LOH 1956 | Carlo Pavesi · Itálie (ITA)               | Giuseppe Delfino · Itálie (ITA)       | Edoardo Mangiarotti · Itálie (ITA)           |
| LOH 1960 | Giuseppe Delfino · Itálie (ITA)           | Allan Jay · Velká Británie (GBR)      | Bruno Chabarov · Sovětský svaz (URS)         |
| LOH 1964 | Grigorij Kriss · Sovětský svaz (URS)      | Henry Hoskyns · Velká Británie (GBR)  | Guram Kostava · Sovětský svaz (URS)          |
| LOH 1968 | Győző Kulcsár · Maďarsko (HUN)            | Grigorij Kriss · Sovětský svaz (URS)  | Gianluigi Saccaro · Itálie (ITA)             |
| LOH 1972 | Csaba Fenyvesi · Maďarsko (HUN)           | Jacques Ladègaillerie · Francie (FRA) | Győző Kulcsár · Maďarsko (HUN)               |
| LOH 1976 | Alexander Pusch · Západní Německo (FRG)   | Jürgen Hehn · Západní Německo (FRG)   | Győző Kulcsár · Maďarsko (HUN)               |
| LOH 1980 | Johan Harmenberg · Švédsko (SWE)          | Ernő Kolczonay · Maďarsko (HUN)       | Philippe Riboud · Francie (FRA)              |
| LOH 1984 | Philippe Boisse · Francie (FRA)           | Björne Väggö · Švédsko (SWE)          | Philippe Riboud · Francie (FRA)              |
| LOH 1988 | Arnd Schmitt · Západní Německo (FRG)      | Philippe Riboud · Francie (FRA)       | Andrej Šuvalov · Sovětský svaz (URS)         |
| LOH 1992 | Éric Srecki · Francie (FRA)               | Pavel Kolobkov · Sjednocený tým (EUN) | Jean-Michel Henry · Francie (FRA)            |
| LOH 1996 | Alexandr Beketov · Rusko (RUS)            | Iván Trevejo · Kuba (CUB)             | Géza Imre · Maďarsko (HUN)                   |
| LOH 2000 | Pavel Kolobkov · Rusko (RUS)              | Hugues Obry · Francie (FRA)           | I Sang-ki · Jižní Korea (KOR)                |
| LOH 2004 | Marcel Fischer · Švýcarsko (SUI)          | Wang Lej · Čína (CHN)                 | Pavel Kolobkov · Rusko (RUS)                 |
| LOH 2008 | Matteo Tagliariol · Itálie (ITA)          | Fabrice Jeannet · Francie (FRA)       | José Luis Abajo · Španělsko (ESP)            |
| LOH 2012 | Rubén Limardo · Venezuela (VEN)           | Bartosz Piasecki · Norsko (NOR)       | Čong Čin-son · Jižní Korea (KOR)             |
| LOH 2016 | Pak Sang-jong · Jižní Korea (KOR)         | Géza Imre · Maďarsko (HUN)            | Gauthier Grumier · Francie (FRA)             |
| LOH 2020 | Romain Cannone · Francie (FRA)            | Gergely Siklósi · Maďarsko (HUN)      | Ihor Reizlin · Ukrajina (UKR)                |
| LOH 2024 | Koki Kano · Japonsko (JPN)                | Yannick Borel · Francie (FRA)         | Mohamed Elsayed · Egypt (EGY)                |

## Kord – družstvo
| Rok      | Zlato | Stříbro | Bronz |
| -------- | --- | --- | --- |
| LOH 1908 | Francie (FRA) · Gaston Alibert · Henri-Georges Berger · Charles Collignon · Eugène Olivier · Bernard Gravier · Alexandre Lippmann · Jean Stern                                           | Velká Británie (GBR) · Charles Leaf Daniell · Cecil Haig · Martin Holt · Robert Montgomerie · Martin Holt · Edgar Seligman · Edgar Amphlett                                      | Belgie (BEL) · Paul Anspach · Desire Beaurain · Ferdinand Feyerick · François Rom · Fernand de Montigny · Victor Willems · Fernand Bosmans                         |
| LOH 1912 | Belgie (BEL) · Paul Anspach · Henri Anspach · Robert Hennet · Fernand de Montigny · Jacques Ochs · François Rom · Gaston Salmon · Victor Willems                                         | Velká Británie (GBR) · Edgar Seligman · Edgar Amphlett · Robert Montgomerie · Percival Dawson · Arthur Everitt · Sydney Mertineau · Martin Holt                                  | Nizozemsko (NED) · Adrianus de Jong · Willem van Blijenburgh · Jetze Doorman · Leonardus Salomonson · George van Rossem ·                                          |
| LOH 1920 | Itálie (ITA) · Aldo Nadi · Nedo Nadi · Abelardo Olivier · Giovanni Canova · Dino Urbani · Tullio Bozza · Andrea Marrazzi · Antonio Allochio · Tommaso Constantino · Paolo Thaon di Revel | Belgie (BEL) · Paul Anspach · Léon Tom · Ernest Gevers · Félix Goblet D'aviella · Victor Boin · Joseph De Craecker · Philippe Le Hardy De Beaulieu · Orphile Fernand De Montigny | Francie (FRA) · Armand Massard · Alexandre Lippmann · Gustave Buchard · Georges Casanova · Georges Trombert · Gaston Amson · Émile Moreau                          |
| LOH 1924 | Francie (FRA) · Lucien Gaudin · Georges Buchard · Roger Ducret · André Labatut · Lionel Liottel · Alexandre Lippmann · Georges Tainturier                                                | Belgie (BEL) · Paul Anspach · Joseph De Craecker · Charles Delporte · Orphile Fernand De Montigny · Ernest Gevers · Léon Tom                                                     | Itálie (ITA) · Giulio Basletta · Marcello Bertinetti · Giovanni Canova · Vincenzo Cuccia · V. Montegazza · Oreste Moricca                                          |
| LOH 1928 | Itálie (ITA) · Giulio Basletta · Marcello Bertinetti · Giancarlo Cornaggia-Medici · Carlo Agostoni · Renzo Minoli · Franco Riccardi                                                      | Francie (FRA) · Géo Buchard · Gaston Amson · Émile Cornic · Bernard Schmetz · René Barbier                                                                                       | Portugalsko (POR) · Paulo Leal · Mário de Noronha · Jorge de Paiva · Frederico Paredes · João Sassetti · Henrique da Silveira                                      |
| LOH 1932 | Francie (FRA) · Fernand Jourdant · Bernard Schmetz · Georges Tainturier · Georges Buchard · Jean Piot · Philippe Cattiau                                                                 | Itálie (ITA) · Saverio Ragno · Giancarlo Cornaggia-Medici · Franco Riccardi · Carlo Agostoni · Renzo Minoli                                                                      | Spojené státy americké (USA) · George Charles Calnan · Gustave Marinius Heiss · Frank Righeimer · Tracy Jaeckel · Curtis Charles Shears · Miguel Angel De Capriles |
| LOH 1936 | Itálie (ITA) · Alfredo Pezzana · Edoardo Mangiarotti · Saverio Ragno · Giancarlo Cornaggia-Medici · Giancarlo Brusati · Franco Riccardi                                                  | Švédsko (SWE) · Hans Drakenberg · Hans Granfelt · Gustaf Dyrssen · Gustav Almgren · Birger Cederin · Sven Thofelt                                                                | Francie (FRA) · Henri Dulieux · Philippe Cattiau · Georges Buchard · Paul Wormser · Michel Pécheux · Bernard Schmetz                                               |
| LOH 1948 | Francie (FRA) · Maurice Huet · Michel Pécheux · Marcel Desprets · Édouard Artigas · Henri Guerin · Henri Lepage                                                                          | Itálie (ITA) · Luigi Cantone · Marc Antonio Mandruzzato · Carlo Agostoni · Edoardo Mangiarotti · Fiorenzo Marini · Dario Mangiarotti                                             | Švédsko (SWE) · Frank Cervell · Carl Forssell · Bengt Ljungquist · Sven Thofelt · Per Hjalmar Carleson · Arne Tollbom                                              |
| LOH 1952 | Itálie (ITA) · Roberto Battaglia · Carlo Pavesi · Franco Bertinetti · Giuseppe Delfino · Dario Mangiarotti · Edoardo Mangiarotti                                                         | Švédsko (SWE) · Berndt-Otto Rehbinder · Bengt Ljungquist · Per Carleson · Carl Forssell · Sven Fahlman · Lennart Magnusson                                                       | Švýcarsko (SUI) · Otto Rüfenacht · Paul Meister · Oswald Zappelli · Willy Fitting · Mario Valota · Paul Barth                                                      |
| LOH 1956 | Itálie (ITA) · Giuseppe Delfino · Franco Bertinetti · Alberto Pellegrino · Giorgio Anglesio · Carlo Pavesi · Edoardo Mangiarotti                                                         | Maďarsko (HUN) · Bela Rerrich · Ambrus Nagy · Barnabás Berzsenyi · Jozsef Marosi · József Sákovics · Lajos Balthazár                                                             | Francie (FRA) · Yves Dreyfus · Rene Queyroux · Daniel Dagallier · Claude Nigon · Armand Mouyal                                                                     |
| LOH 1960 | Itálie (ITA) · Giuseppe Delfino · Alberto Pellegrino · Carlo Pavesi · Edoardo Mangiarotti · Fiorenzo Marini · Gianluigi Saccaro                                                          | Velká Británie (GBR) · Allan Jay · Michael Howard · John Pelling · Henry Hoskyns · Raymond Harrison · Michael Alexander                                                          | Sovětský svaz (URS) · Valentin Černikov · Guram Kostava · Arnold Černuševič · Bruno Chabarov · Alexandr Pavlovskij                                                 |
| LOH 1964 | Maďarsko (HUN) · Árpád Bárány · Tamás Gábor · István Kausz · Győző Kulcsár · Zoltán Nemere                                                                                               | Itálie (ITA) · Giovan Battista Breda · Giuseppe Delfino · Gianfranco Paolucci · Alberto Pellegrino · Gianluigi Saccaro                                                           | Francie (FRA) · Claude Bourquard · Claude Brodin · Jacques Brodin · Yves Dreyfus · Jacques Guittet                                                                 |
| LOH 1968 | Maďarsko (HUN) · Csaba Fenyvesi · Zoltán Nemere · Pál Schmitt · Győző Kulcsár · Pal Nagy                                                                                                 | Sovětský svaz (URS) · Grigorij Kriss · Iosif Vitebskij · Alexe Nikančikov · Jurij Smoljakov · Viktor Modzolevskij                                                                | Polsko (POL) · Bohdan Andrzejewski · Michał Butkiewicz · Bohdan Gonsior · Henryk Nielaba · Kazimierz Barburski                                                     |
| LOH 1972 | Maďarsko (HUN) · Sándor Erdös · Csaba Fenyvesi · Győző Kulcsár · Pál Schmitt · Istvan Osztrics                                                                                           | Švýcarsko (SUI) · Guy Evequoz · Daniel Giger · Christian Kauter · Peter Lötscher · François Suchanecki                                                                           | Sovětský svaz (URS) · Viktor Modzolevskij · Sergej Paramonov · Igor Valetov · Georgij Zažickij · Grigorij Kriss                                                    |
| LOH 1976 | Švédsko (SWE) · Carl von Essen · Hans Jacobson · Rolf Edling · Leif Högström · Göran Flodström                                                                                           | Západní Německo (FRG) · Alexander Pusch · Jürgen Hehn · Reinhold Behr · Volker Fischer · Hanns Jana                                                                              | Švýcarsko (SUI) · François Suchanecki · Michel Poffet · Daniel Giger · Christian Kauter · Jean-Blaise Evequoz                                                      |
| LOH 1980 | Francie (FRA) · Philippe Riboud · Patrick Picot · Hubert Gardas · Philippe Boisse · Michel Salesse                                                                                       | Polsko (POL) · Piotr Jabłkowski · Andrzej Lis · Leszek Swornowski · Ludomir Chronowski · Mariusz Strzałka                                                                        | Sovětský svaz (URS) · Ašot Karagjan · Boris Lukomskij · Alexandr Abušachmetov · Alexandr Možajev · Vladimir Smirnov                                                |
| LOH 1984 | Západní Německo (FRG) · Elmar Borrmann · Volker Fischer · Gerhard Heer · Rafael Nickel · Alexander Pusch                                                                                 | Francie (FRA) · Philippe Boisse · Jean-Michel Henry · Olivier Lenglet · Philippe Riboud · Michel Salesse                                                                         | Itálie (ITA) · Stefano Bellone · Sandro Cuomo · Cosimo Ferro · Roberto Manzi · Angelo Mazzoni                                                                      |
| LOH 1988 | Francie (FRA) · Frederic Delpla · Jean-Michel Henry · Olivier Lenglet · Philippe Riboud · Éric Srecki                                                                                    | Západní Německo (FRG) · Elmar Borrmann · Volker Fischer · Thomas Gerull · Alexander Pusch · Arnd Schmitt                                                                         | Sovětský svaz (URS) · Andrej Šuvalov · Pavel Kolobkov · Vladimir Rezničenko · Michail Tiško · Igor Tichomirov                                                      |
| LOH 1992 | Německo (GER) · Elmar Borrmann · Robert Felisiak · Arnd Schmitt · Uwe Proske · Vladimir Rezničenko                                                                                       | Maďarsko (HUN) · Iván Kovács · Krisztián Kulcsár · Ferenc Hegedűs · Ernő Kolczonay · Gábor Totola                                                                                | Sjednocený tým (EUN) · Pavel Kolobkov · Andrej Šuvalov · Sergej Kravčuk · Sergej Kostarev · Valerij Zacharevič                                                     |
| LOH 1996 | Itálie (ITA) · Sandro Cuomo · Angelo Mazzoni · Maurizio Randazzo | Rusko (RUS) · Alexandr Beketov · Pavel Kolobkov · Valerij Zacharevič | Francie (FRA) · Jean-Michel Henry · Robert Leroux · Éric Srecki |
| LOH 2000 | Itálie (ITA) · Angelo Mazzoni · Paolo Milanoli · Maurizio Randazzo · Alfredo Rota | Francie (FRA) · Jean-François Di Martino · Hugues Obry · Éric Srecki | Kuba (CUB) · Nelson Loyola · Carlos Pedroso · Iván Trevejo |
| LOH 2004 | Francie (FRA) · Fabrice Jeannet · Jérôme Jeannet · Hugues Obry · Érik Boisse | Maďarsko (HUN) · Gábor Boczkó · Krisztián Kulcsár · Iván Kovács · Géza Imre | Německo (GER) · Sven Schmid · Jörg Fiedler · Daniel Strigel |
| LOH 2008 | Francie (FRA) · Jérôme Jeannet · Fabrice Jeannet · Ulrich Robeiri | Polsko (POL) · Robert Andrzejuk · Tomasz Motyka · Adam Wiercioch · Radosław Zawrotniak                                                                                           | Itálie (ITA) · Stefano Carozzo · Diego Confalonieri · Alfredo Rota · Matteo Tagliariol                                                                             |
| LOH 2012 | nebyl na programu LOH | nebyl na programu LOH | nebyl na programu LOH |
| LOH 2016 | Francie (FRA) · Gauthier Grumier · Yannick Borel · Daniel Jérent · Jean-Michel Lucenay                                                                                                   | Itálie (ITA) · Enrico Garozzo · Marco Fichera · Paolo Pizzo · Andrea Santarelli                                                                                                  | Maďarsko (HUN) · Gábor Boczkó · Géza Imre · András Rédli · Péter Somfai                                                                                            |
| LOH 2020 | Japonsko (JPN) · Koki Kano · Kazujasu Minobe · Masaru Yamada · Satoru Uyama | Sportovci ROV (ROC) · Sergey Bida · Sergey Khodos · Pavel Sukhov · Nikita Glazkov                                                                                                | Jižní Korea (KOR) · Pak Sang-jong · Ma Se-geon · Song Jae-ho · Kweon Young-jun                                                                                     |
| LOH 2024 | Maďarsko (HUN) · Máté Tamás Koch · Tibor Andrásfi · Gergely Siklósi · Dávid Nagy | Japonsko (JPN) · Akira Komata · Koki Kano · Masaru Jamada · Kazujasu Minobe | Česko (CZE) · Jiří Beran · Jakub Jurka · Martin Rubeš · Michal Čupr                                                                                                |